# Leo van der Goot
Leo van der Goot (Amsterdam, 2 januari 1950) is een Nederlands diskjockey die zijn omroeploopbaan begon bij de Amsterdamse ziekenomroep Radio Lucas. Hij is een van de twee vaste commentatoren op de open dagen van de Koninklijke Luchtmacht.
Begin jaren zeventig was hij diskjockey van de zeezender Radio Noordzee Internationaal (RNI). Dit was de tegenhanger en concurrent van Radio Veronica. Hij presenteerde hier o.a. het programma Driemaster. In 1976 nam Van der Goot onder het pseudoniem Wouter Larijnx ter Zeekeringh een single op met de titel "Pappie, wat is een popster?".
Hij viel op door zijn presentatiestijl en wist een perfecte timing te combineren met inhoudelijke en goede informatie. Opvallend en kenmerkend was zijn harde en schreeuwende stemgeluid. Van der Goot is de vader van Jelte van der Goot (1980) en sportpresentator bij SBS Wytse van der Goot (1982).

## Publieke omroep
Na het verdwijnen van de zeezenders op 31 augustus 1974 ging Van der Goot aan de slag bij VARA. Op dinsdag 1 oktober 1974 was zijn eerste programma te horen op Hilversum 3 (het huidige NPO 3FM). Op 23 december 1975 presenteerde hij zijn laatste radioprogramma bij de VARA.
Toen Veronica de aspirant-status kreeg als omroeporganisatie werd Van der Goot aangetrokken als televisieproducent. Hij presenteerde vanaf 1979 radioprogramma's als invaller  van de Tipparade en het mediaprogramma De Grote Verwarring. Ook was hij eens in de 5 weken te horen als deejay tijdens Veronica's Oh, wat een nacht. Dit nachtprogramma maakte hij samen met Jan Morriën (toenmalig perschef Veronica). Die ging op bezoek bij bedrijven of instellingen die 's nachts aan het werk waren.
Toen Veronica zendtijduitbreiding kreeg vanwege de B-status, kreeg Van der Goot een eigen radioprogramma op vrijdagavond tussen 19:00 en 21:00 uur op Hilversum 3. Hij begon zijn uitzendingen steevast met Falling in and out of love van Johnny Nash.
Tussen februari en mei 2007, en vanaf april 2015 heeft Van der Goot weer een wekelijks radioprogramma op KX Radio. Het programma heet Goot 3.0. Van der Goot is de stem in de jingle van de Alarmschijf.

## Televisie
Na het volgen van diverse regiecursussen bij de NOS werd hij regisseur van diverse Veronica/NOS-televisieprogramma's. Hij was als eerste assistent-regisseur betrokken bij de grote televisieproductie Willem van Oranje, een dramareeks in samenwerking tussen Veronica en de Belgische BRT. Samen met Rob de Boer ontwikkelde hij het live-concept voor Countdown voor de wekelijkse live-uitzending. Voor de NOS regisseerde hij (de Harlingse bijdragen) van de Elfstedentocht, en de aankomst van het Nederlands voetbalelftal in Eindhoven na het behalen van de Europese titel (1988).
Van der Goot presenteerde Veronica's actualiteitenprogramma Info en, samen met Lex Harding, de Rocknight die live werd uitgezonden uit Ahoy. Tijdens het seizoen 1982-1983 was hij presentator van het programma Op jacht naar de schat. In 1986 verzorgde hij het Nederlandse commentaar bij het Eurovisiesongfestival. In 1988 besloot Van der Goot zelfstandig te gaan werken en een eigen productiebedrijf te beginnen. Daarmee maakte hij een aantal televisiedocumentaires over onder meer zijn grote passie, luchtvaart. De serie Skybound uit 1992 was op zowel Veronica, Discovery Channel als een groot aantal buitenlandse zenders te zien. Ook regisseerde hij afleveringen van comedy's (Niemand de deur uit!, Ik ben je moeder niet, Weekend) en werkte hij tussen 1988 en 1998 mee in het regieteam van Het Klokhuis en Sesamstraat.
Vanaf 1998 was hij werkzaam voor de Holland Media Groep (HMG). In eerste instantie onder programmadirecteur Bert van der Veer, maar toen die vertrok werd Van der Goot zelf programmadirecteur van RTL 4.
Begin 2000 vertrok hij naar Fox 8. Ook daar werd hij programmadirecteur. Na een paar maanden keerde Van der Goot echter weer terug naar de HMG waar hij programmadirecteur RTL 4 werd. Door een scherpe herpositionering en het lanceren van programma's als RTL Boulevard, Rozengeur & Wodka Lime, Idols en de programmering van de uiterst succesvolle "woonavond" op dinsdag, werd RTL weer de onbetwiste marktleider in de reclamedoelgroep Boodschappers 20-49. In 2002 werd Van der Goot als directeur televisie verantwoordelijk voor de drie zenders van RTL Nederland. De vernieuwde programmering van Yorin hielp deze zender deels uit het slop. De door hem ontworpen herprogrammering van RTL 5 met (een deel van) de programma's van Yorin en de verschuiving van de positie en programma's van RTL 5 naar RTL 7 bleek (na zijn vertrek) buitengewoon succesvol. Op 6 juni 2005 legde Van der Goot zijn taken als directeur televisie bij RTL Nederland neer. Tot het eind van 2006 was hij verbonden als creatief adviseur aan RTL Group. In de eerste helft van 2007 adviseerde hij Talpa Content. Van der Goot was betrokken bij de herpositionering van BNR Nieuwsradio en adviseert in Vlaanderen het belangrijkste commerciële station.
Sinds mei 2011 was hij werkzaam als crisismanager voor SBS Broadcasting. Op 22 juli 2011 werd bekendgemaakt dat hij directeur SBS zou worden.

## Vliegtuigongeluk
Van der Goot is met nog twee Nederlanders op zaterdag 24 juli 2010 gecrasht met een vliegtuig in het Amerikaanse Fishersville. Bij de landing raakte het vliegtuig flink beschadigd, maar alle drie inzittenden bleven ongedeerd.